# Friede von Amasya
Der Friede von Amasya (persisch پیمان آماسیه, türkisch Amasya Antlaşması) wurde am 29. Mai 1555 zwischen Schah Tahmasp I. von Persien und dem Sultan des Osmanischen Reichs, Süleyman I. in der nordanatolischen Stadt Amasya geschlossen. Der Friedensvertrag beendete den Osmanisch–Safawidischen Krieg, der von 1532 bis 1555 dauerte, und sicherte den Frieden für die folgenden 20 Jahre.

## Vorgeschichte
Seit ihrer Niederlage in der Schlacht bei Tschaldiran 1514 vermieden die Safawiden die offene Feldschlacht und bevorzugten eine Taktik der verbrannten Erde. Osmanische Heere fielen wiederholt in das persische Grenzgebiet ein, sahen sich aber jedes Mal einem Guerillakrieg ausgesetzt, der sie zum Rückzug zwang. Beide Seiten litten unter mangelnden Ressourcen, ihre Truppen waren demoralisiert.
Obwohl als Expansionskriege geplant, endeten die Auseinandersetzungen des Osmanischen mit dem Safawidenreich Mitte des 16. Jahrhunderts somit nur mit geringen Gewinnen für den Sultan. Stattdessen hatte das Osmanische Reich seine militärische Stärke zu einer Zeit erschöpft, als die wirtschaftliche und soziale Ordnung des Reichs dem Zusammenbruch nahe war. Der osmanische Staat war nicht in der Lage, die südostanatolische Grenzregion zum Perserreich zu kontrollieren. Der Großscherif von Mekka beschwerte sich bei Prinz Bayezid, dem Sohn Süleymans, damals Gouverneur von Kütahya, dass „die arabischen Länder eine Einöde seien“. In dieser Situation war es unerlässlich für den Sultan, Frieden zu schließen. Gesandte wurden ausgetauscht, im Juni 1555 schließlich im Winterquartier Süleymans in Amasya der Vertrag geschlossen.

## Verhandlungen
Am 6. August 1554 schickten die Perser einen türkischen Kriegsgefangenen mit einem Friedensangebot in die osmanische Festung von Doğubeyazıt. Am 26. September 1554 kam Šāh-qolī Āqā als Botschafter Schah Ṭahmāsps ins Lager Süleymans nach Erzurum. Das Friedensangebot kam für die Osmanen gerade noch rechtzeitig, da sie zu dieser Zeit auch im Westen Krieg gegen das Habsburgerreich führten. Es wurde ein Waffenstillstand bis zum Abschluss eines Friedensvertrags vereinbart. Am 10. Mai 1555 kam der Oberste Türhüter (īšīk-āqāsī) Schah Tahmasps, Kamāl-al-dīn Farroḵzāda Beg, als Unterhändler nach Amasya. Der Vertrag, ausgearbeitet von Süleymans Kanzler Celâlzâde Mustafa Çelebi, wurde schließlich am 29. Mai 1555 (8. Raġab 962 AH) geschlossen.

## Gegenstand des Vertrags

### Territoriale Neuordnung

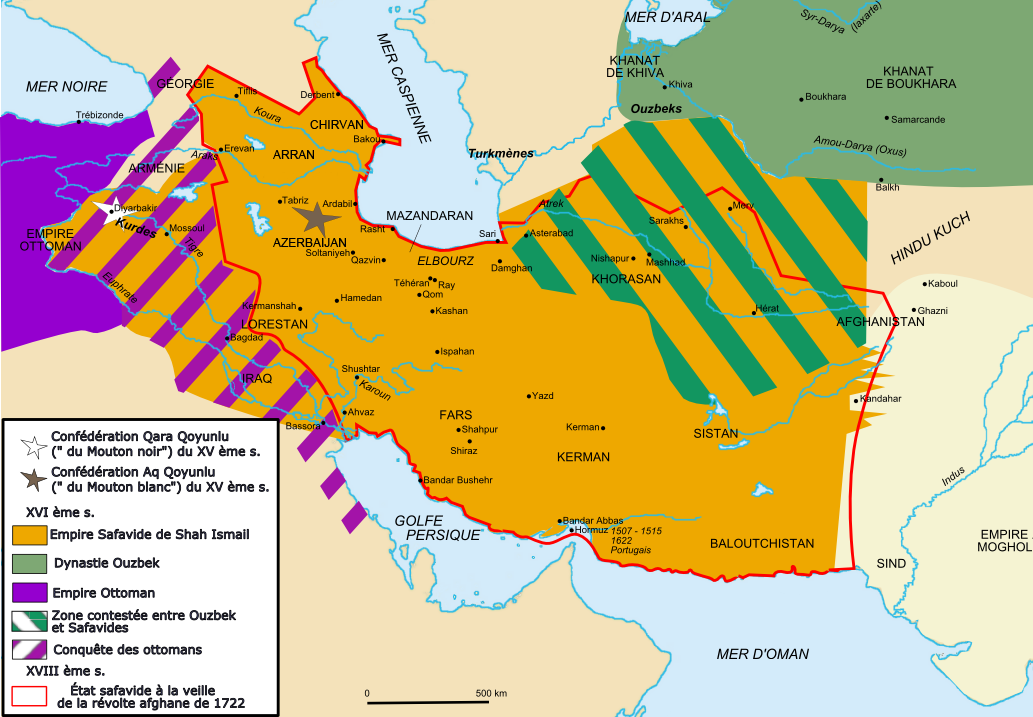
Karte des Safawidenreichs mit den umstrittenen Gebieten

Gegenstand des Vertrags war die Neufestlegung der Grenzen zwischen den beiden islamischen Monarchien. Die heutigen Gebiete von Armenien und Georgien wurden gleichmäßig zwischen beiden Reichen aufgeteilt. Das Osmanische Reich behielt die Region um den Vansee und Schahrazor, die Grenze lag bei Arpaçay. Das persische Reich bekam seine ehemalige Hauptstadt Täbriz zurück und behielt seine nordwestlichen Territorien im Kaukasus, Dagestan, sowie das Gebiet des heutigen Aserbaidschan. Beide Seiten verpflichteten sich, von weiteren Angriffen abzusehen und die Grenzen zu achten.

### Religiöse Vereinbarungen
Der Friedensvertrag garantierte auch die Sicherheit persischer Pilger auf ihrem Weg in die heiligen Städte Mekka und Medina sowie zu den heiligen Stätten der Schia im Irak, wie beispielsweise der Imam-Ali-Moschee in Nadschaf und dem Imam-Husain-Schrein in Kerbela. Er bestätigt somit indirekt die Vorrangstellung des Osmanischen Kalifats in der islamischen Welt. Weiterer Bestandteil des Vertrags war die Beendigung der rituellen Verfluchung der ersten drei der „Rechtgeleiteten Kalifen“, der Aischa und anderer Gefährten Mohammeds. Diese Bedingung findet sich in vielen Verträgen zwischen Osmanen und Safawiden wieder und spiegelt die religiösen Gegensätze zwischen dem schiitischen Islam Persiens und dem sunnitischen Bekenntnis der Osmanen.

## Folgezeit
Obwohl der Friedensvertrag eher Ergebnis einer Realpolitik als einem echten Bedürfnis nach Frieden zu verdanken war, gaben sich beide Seiten große Mühe, ihn als dauerhaft und stark darzustellen. Ogier Ghislain de Busbecq, der als Botschafter Kaiser Ferdinands I. am Hof Süleymans zur gleichen Zeit mit Friedensverhandlungen für das Heilige Römische Reich beauftragt war, wurde in Amasya Augenzeuge des Friedensschlusses und berichtet darüber in seinen Briefen.

“Erga ipsum vero oratorem nullum honoris genus praetermissum; ut nos de veritate pacis minus dubitaremus.”

„Keine denkbare Ehre wurde [dem persischen Botschafter gegenüber] unterlassen, damit kein Zweifel an der Wahrhaftigkeit des Friedens bestünde.“

Süleymans Nachfolger Selim II. bestätigte offiziell die Gültigkeit des Friedensvertrags, hatte aber schon 1569 Großwesir Sokollu Mehmed Pascha mit der Planung eines Handelsembargos gegen das Perserreich beauftragt. Sein Nachfolger Murad III. griff im Frühjahr 1578 unter Führung von Lala Kara Mustafa Pascha das Safawidenreich erneut an und besiegte das persische Heer im August 1578 in der Ebene von Çıldır und im September 1578 in der Schlacht von Koyun-Geçidi. Die Siege waren mit großen Verlusten bezahlt, im Feldzug von 1581–2 wäre es fast zu einer Revolte im kriegsmüden osmanischen Heer gekommen. 1587 kam in Persien Schah Abbas I. an die Macht. Im Zweifrontenkrieg zwischen den Usbeken und dem Osmanischen Reich war er 1590 gezwungen, Murads Friedensbedingungen zu akzeptieren.